# Агапіт I
Святий Агапіт I (лат. Agapetus; ? — 22 квітня 536) — п'ятдесят сьомий папа Римський (13 травня 535—22 квітня 536), народився у Римі, син священника Йордана з роду Анціїв. Співпрацював з письменником Кассіодором у справі заснування у Римі бібліотеки церковних творів, написаних грецькою та латинською мовами.
Король остготів Теодат відрядив Агапіта з дипломатичною місією до візантійського імператора Юстиніана, щоб вмовити його припинити військові дії проти готів в Італії. У Константинополі Агапіт усунув патріарха Антима I, прихильника монофізитів.
Папа не зміг повернутись до Риму, оскільки помер у Константинополі.